# Molophilus aenigmaticus
Molophilus aenigmaticus là một loài ruồi trong họ Limoniidae. Chúng phân bố ở miền Australasia.